# Nelson River
Der Nelson River ist einer der wasserreichsten Ströme Nordamerikas. Er stellt den Abfluss des Winnipegsees dar und mündet in die Hudson Bay.

## Verlauf
Der Nelson River misst in seinem Verlauf „nur“ 664 km und ist somit nicht viel länger als z. B. der Main oder die Mosel in Deutschland. Sein Ursprung ist allerdings nur willkürlich, d. h. aus historischen Gründen, am Nordende des Winnipegsees festgelegt. Tatsächlich stellt der Nelson River den unteren Teil eines sehr viel größeren Flusssystems mit einem riesigen Einzugsgebiet von 1.093.442 km² dar, in dem der Saskatchewan River eine zentrale Bedeutung hat. Alle Zuflüsse des Winnipegsees speisen den Nelson. Die Gesamtlänge des Nelson-Flusssystems von seinem längsten Quellfluss bis zur Mündung beträgt somit 2671 km, was in etwa der Länge der Donau entspricht.
Bedingt durch seine zahlreichen Zuflüsse hat der Nelson eine sehr hohe Wasserführung; früher betrug die durchschnittliche Abflussmenge an der Mündung etwa 2370 m³ pro Sekunde. Seit 1977 wird zusätzlich 60 % des Wassers vom Churchill River zum Nelson umgeleitet, etwa 760 m³ pro Sekunde. Die durchschnittliche Abflussmenge an der Mündung liegt heute etwa bei 3486 m³ pro Sekunde.

## Geschichte
Seinen Namen erhielt der Nelson River durch den englischen Entdecker Thomas Button, der 1612 an seiner Mündung überwinterte. Er benannte den Fluss nach Robert Nelson, einem Seefahrer, der dort zu Tode gekommen war. Der Nelson war in der frühen kanadischen Geschichte zeitweise umkämpft, da er einen wichtigen Verkehrsweg für den Pelzhandel in der Region darstellte (allerdings erlangte der benachbarte Hayes River eine noch größere Bedeutung als Transportroute).
Zwischen den 1820er Jahren und den 1840er Jahren folgte der York Factory Express, eine Fernhandelsroute der Hudson’s Bay Company zwischen der York Factory an der Hudson Bay und dem Fort Vancouver im Columbia District, dem Fluss.
In der zweiten Hälfte des 20. Jahrhunderts wurden entlang des Flusslaufes mehrere Wasserkraftwerke errichtet, was teilweise zu Konflikten mit Cree und Métis in der Region geführt hat.

## Wasserkraftwerke
Am Nelson River liegen fünf Wasserkraftwerke, die alle von Manitoba Hydro betrieben werden. Außerdem gibt es Planungen für sechs weitere Wasserkraftwerke.
Die existierenden Wasserkraftwerke in Abstromrichtung:
| Name        | Fertig- stellung | Leistung [MW] | Anzahl Turbinen | hydraul. Potential [m] |
| ----------- | ---------------- | ------------- | --------------- | ---------------------- |
| Jenpeg      | 1979             | 133           | 6               | 7,32                   |
| Kelsey      | 1957–1961        | 250           | 7               | 17,1                   |
| Kettle      | 1974             | 1220          | 12              | 30                     |
| Long Spruce | 1979             | 1010          | 10              | 26                     |
| Limestone   | 1985–1990        | 1340          | 10              | 27,6                   |

## Abflusspegel
- Nelson River oberhalb Bladder Rapids – Pegelmessung 1958–1994
- Nelson River beim Wasserkraftwerk Kelsey – Pegelmessung 1960–2000
- Nelson River beim Wasserkraftwerk Kettle – Pegelmessung 1987–2000
- Nelson River beim Wasserkraftwerk Long Spruce – Pegelmessung 1987–2000
- Nelson River unterhalb Sipiwesk Lake – Pegelmessung 1951–1958
- Nelson River (East Channel) unterhalb Sea River Falls – Pegelmessung 1967–1997
- Nelson River (West Channel) bei Jenpeg – Pegelmessung 1967–2000